# Spider-Man: Paralelní světy
Spider-Man: Paralelní světy  (v anglickém originále Spider-Man: Into the Spider-Verse) je americký počítačem animovaný film z roku 2018 založený na komiksové postavě Milese Moralese / Spider-Mana nakladatelství Marvel Comics. Děj se odehrává v mnohovesmíru s názvem Spider-Verse (pavoučí vesmír), který obsahuje několik paralelních vesmírů a světů. Režiséry filmu jsou Bob Persichetti, Peter Ramsey a Rodney Rothman, scénář napsali Phil Lord a Rothman. Hlavní postavu Milese Moralese daboval Shameik Moore.
Film obdržel cenu za nejlepší animovaný film během 76. ročníku udílení Zlatých glóbů, 24. ročníku udílení Critics' Choice Movie Awards a v rámci 91. ročníku udílení Oscarů.

## Děj
Miles Morales je teenager, který se snaží poprat s chozením na elitářskou střední školu a dostát všem očekáváním svých rodičů. Sám jako obdivovatel Spider-Mana má rozpor se svým otcem, policistou Jeffersonem Davisem, který Spider-Mana považuje za samozvaného ochránce města. Miles si proto více rozumí se svým strýcem Aaronem Davisem. Aaron podporuje Milese v jeho zájmu o graffiti a dokonce ho zavede do opuštěné části metra, kde však Milese při tvorbě graffiti kousne radioaktivní pavouk, který mu dá podobné schopnosti jako Spider-Manovi.
Poté, co Miles pozoruje neobvyklé příznaky a schopnosti, snaží se kontaktovat Aarona, který je ovšem nedostupný. Vrátí se proto do metra prozkoumat pavouka, který ho kousnul. V metru se přitom stane svědkem souboje mezi Spider-Manem a Green Goblinem, který chrání urychlovač částic, který nechal postavit Wilson Fisk alias Kingpin, aby otevřel bránu do paralelních světů a nalezl nové verze své ženy a syna, kteří zemřeli při dopravní nehodě. Během souboje Spider-Man vycítí, že Miles je jako on. Spider-Man je v souboji zraněn a předá Milesovi proto USB flash disk, který dokáže zničit urychlovač, aby nedošlo ke zhroucení mnohovesmíru. Krátce poté Kingpin Spider-Mana zabije.
Inspirovaný Spider-Manem se Miles snaží zdokonalit ve svých schopnostech a jít v jeho stopách. Brzy poté se setká s Peterem B. Parkerem, který je starší a zkoušenější verzí Petera Parkera z jiného vesmíru. Peter B. Parker byl vtáhnut do Milesova vesmíru během testu urychlovače částic a touží se vrátit zpět. Spolu se vloupají do Fiskových laboratoří, aby dostali přístup k datům o mnohovesmíru, kde je ovšem napadne Fiskova vědkyně Olivia Octavius (alias Doctor Octopus). Při útoku je zachrání Spider-Woman, další vtažená paralelní verze Spider-Mana. Brzy poté se seznámí s dalšími paralelními verzemi, kterými jsou Spider-Man Noir, Spider-Ham a Peni Parker a SP//dr. Jejich společným cílem je se vrátit do svých světů a poté zničit urychlovač.
Během společného plánování akce jsou napadeni Kingpinovými padouchy v čele s Prowlerem. Během souboje Miles zjistí, že Prowler je jeho strýc Aaron. Poté, co si Aaron uvědomí, že nový maskovaný Spider-Man je Miles, ho ušetří, což ho ovšem stojí život, který mu vezme krvelačný Kingpin. Na konci Miles konečně ovládne všechny své nové schopnosti a zapojí se řádně do finálního souboje. Pomůže ostatním vrátit se do svých světů a nakonec zničí Kingpinův urychlovač částic a Kingpina předá policii.

## Obsazení
- Shameik Moore jako Miles Morales / Spider-Man
- Jake Johnson jako Peter B. Parker / Spider-Man
- Chris Pine jako Peter Parker / Spider-Man
- Hailee Steinfeld jako Gwen Stacy / Spider-Woman
- Mahershala Ali jako Aaron Davis / Prowler
- Brian Tyree Henry jako Jefferson Davis
- Lily Tomlin jako May Parkerová
- Luna Lauren Velez jako Ria Moralesová
- Zoë Kravitz jako Mary Jane Watsonová
- John Mulaney jako Peter Porker / Spider-Ham
- Kimiko Glenn jako Peni Parker
- Nicolas Cage jako Peter Parker / Spider-Man Noir
- Kathryn Hahn jako Olivia "Liv" Octavius / Doctor Octopus
- Liev Schreiber jako Wilson Fisk / Kingpin

Český dabing
| Postava                         | V českém znění        |
| ------------------------------- | --------------------- |
| Miles Morales / Spider-man      | Ondřej Havel          |
| Peter B. Parker / Spider-Man    | David Novotný         |
| Gwen Stacyová / Spider-Gwen     | Berenika Kohoutová    |
| Peter Parker / Spider-Man Noir  | David Matásek         |
| Petr Párek / Spider-Vepř        | Petr Rychlý           |
| Peni Parkerová / SP//dr         | Ivana Korolová        |
| Aaron Davis / Prowler           | Martin Stránský       |
| Wilson Fisk / Kingpin           | Jan Šťastný           |
| Peter Parker / Spider-Man       | Josef Pejchal         |
| Mary Jane Watsonová             | Lucie Štěpánková      |
| Olivia Octaviusová / Doc Ock    | Tereza Bebarová       |
| Jefferson Davis                 | Lukáš Hlavica         |
| teta May                        | Vlasta Peterková      |
| Rio Moralesová                  | Vanda Konečná Károlyi |
| Miguel O'Hara / Spider-Man 2099 | Martin Písařík        |
| Tombstone                       | Jiří Schwarz          |
| Maximus Gargan / Scorpion       | Miloslav Mejzlík      |
| Stan Lee                        | Dalimil Klapka        |
| sekuriťák ve škole              | Ernesto Čekan         |
| vědkyně v kafeterii             | Nikola Votočková      |

## Soundtrack
V polovině prosince 2018 byl k filmu nahrávací společností Republic Records vydán soundtrack původních písní s názvem Spider Man: Into the Spider-Verse (Soundtrack from & Inspired by the Motion Picture). Soundtrack obsahuje plejádu hip hopových a trapových umělců, jako jsou například: Post Malone, Swae Lee, Nicki Minaj, Juice Wrld, Lil Wayne, Ty Dolla Sign nebo XXXTentacion. Vydání předcházelo zveřejnění dvou singlů: „Sunflower“ od Post Malone a Swae Lee (1. příčka v Billboard Hot 100) a „What's Up Danger“ od Blackway a Black Caviar. Album debutovalo na 5. příčce žebříčku Billboard 200 s 52 000 prodanými kusy v první týden prodeje (po započítání streamů).
O pár dní později vydala nahrávací společnost Sony Classical Records album filmové hudby z filmu s názvem Spider-Man: Into the Spider-Verse (Original Soundtrack). Hudbu k filmu složil britský skladatel Daniel Pemberton.
Těsně před Vánoci 2018 vydaly labely Madison Gate Records a Sony Masterworks EP A Very Spidey Christmas. Námět EP čerpá z vtipu, který použit ve filmu, kde má Spider-Man vlastní vánoční album. EP obsahuje pět coververzí koled, které zpívají Chris Pine, Shameik Moore, Jake Johnson a Jorma Taccone.

## Přijetí

### Tržby
Snímek byl v USA nejúspěšnějším filmem 50. týdne roku 2018, když během otevíracího víkendu utržil 35 milionů dolarů. Celkem utržil 356,7 milionu dolarů. Z toho 183,4 milionů dolarů v Severní Americe a 173,3 milionu dolarů ve zbytku světa. V Česku film otevíral s návštěvností 26 000 diváků. Do poloviny února 2019 ho v Česku zhlédlo 97 000 diváků, kteří v kinech nechali 14 milionů korun.

### Filmové kritiky
Film se dočkal velmi pozitivního přijetí u kritiků. Na internetovém agregátoru filmových recenzí Rotten Tomatoes obdržel skóre 97 % (založené na 338 recenzích, z nichž bylo 327 kladných). Na dalším agregátoru recenzí Metacritic získal skóre 87 ze 100 (založené na 50 recenzích). Na českém agregátoru recenzí na serveru Kinobox.cz si film drží 85 % (založených na 20 českých recenzích).
Snímek obdržel na 76. ročníku předávání cen Asociace zahraničních novinářů v Hollywoodu Zlatý glóbus za nejlepší celovečerní animovaný film za rok 2018. Obdržel také cenu v rámci 24. ročníku udílení Critics' Choice Movie Awards. Dále získal cenu za nejlepší animovaný film na 91. ročníku udílení Oscarů.
| Cena                                             | Kategorie | Výsledek  | Zdroj |
| ------------------------------------------------ | --- | --------- | ----- |
| Oscar / Cena akademie                            | Nejlepší animovaný film | vítězství |       |
| Zlatý glóbus                                     | Nejlepší animovaný film | vítězství |       |
| Filmová cena Britské akademie (BAFTA)            | Nejlepší animovaný film | vítězství |       |
| Critics' Choice Movie Awards                     | Nejlepší animovaný film | vítězství |       |
| Cena Annie                                       | Nejlepší animovaný film Nejlepší režie v animovaném filmu Nejlépe vytvořená postava v animovaném filmu Nejlepší design postav v animovaném filmu Nejlepší produkční design v animovaném filmu Nejlepší scénář v animovaném filmu Nejlepší střih v animovaném filmu | vítězství |       |
| African-American Film Critics Association Awards | Nejlepší animovaný film | vítězství |       |
| Alliance of Women Film Journalists               | Nejlepší animovaný film | vítězství |       |
| American Cinema Editors                          | Nejlepší střih v animovaném film | vítězství |       |
| Black Reel Awards                                | Nejlepší dabing (Shameik Moore) | vítězství |       |
| Chicago Film Critics Association                 | Nejlepší animovaný film | vítězství |       |
| Los Angeles Film Critics Association             | Nejlepší animovaný film | vítězství |       |
| New York Film Critics Circle Award               | Nejlepší animovaný film | vítězství |       |
| Producers Guild of America Award                 | Nejlepší produkce animovaného filmu | vítězství |       |
| St. Louis Film Critics Association               | Nejlepší animovaný film | vítězství |       |
| Visual Effects Society                           | Nejlepší vizuální efekty v animovaném filmu Nejlepší animace postav v animovaném filmu Nejlepší prostředí v animovaném filmu Nejlepší efektové simulace v animovaném filmu                                                                                         | vítězství |       |